# Phacaspis mitis
Phacaspis mitis är en tvåvingeart som beskrevs av Patrick Grootaert och Henk J.G. Meuffels 2001. Phacaspis mitis ingår i släktet Phacaspis och familjen styltflugor. Inga underarter finns listade i Catalogue of Life.